# A Quick Drunkard
「A Quick Drunkard」（ア・クイック・ドランカード）は、2003年6月4日にcutting edgeからリリースされた東京スカパラダイスオーケストラ24枚目のシングル。

## 概要
- アルバム『HIGH NUMBERS』からのリカット。前作に続きドラマタイアップ。CCCD。
- J1大宮アルディージャのチームチャント「攻め上がれオレンジ」として使用される。

## 収録曲
編曲：東京スカパラダイスオーケストラ
1. A Quick Drunkard
  - 作詞：谷中敦／作曲：加藤隆志
2. Lovers' Walk（Strut Dub）
  - 作曲：NARGO
3. Rendezvous In Space!（A Dream Rockert Dub）
  - 作曲：GAMO
4. A Quick Drunkard（Instrumental）

## タイアップ
A Quick Drunkard
- テレビ朝日系ドラマ「OL銭道」オープニングテーマ
- NHK「難問解決!ご近所の底力」テーマソング

## 収録アルバム
A Quick Drunkard
- 『HIGH NUMBERS』（2003年3月5日）
- 『BEST OF TOKYO SKA 1998-2007』（2007年3月21日）

Rendezvous In Space! (A Dream Rocket DUB)
- 『TOKYO SKA TREASURES 〜ベスト・オブ・東京スカパラダイスオーケストラ〜』（2020年3月18日） - ファンクラブ限定盤のみ